# Grete Faremo
Grete Faremo (Arendal, 16 de junio de 1955) es una expolítica, abogada y líder empresarial noruega. Desde agosto de 2014 es secretaria general adjunta de las Naciones Unidas y directora ejecutiva de la Oficina de las Naciones Unidas de Servicios para Proyectos (UNOPS). Ha ocupado diversos puestos de alto nivel en el Gobierno de Noruega a lo largo de su carrera política, entre otros, los de ministra de Justicia (en dos ocasiones), ministra de Defensa, ministra de Desarrollo Internacional y ministra de Petróleo y Energía.

## Origen familiar y trayectoria profesional
Nació en Arendal en 1955 y creció en Byglandsfjord (Setesdal), al sur de Noruega. Es hija del político del Partido Laborista noruego Osmund Faremo (1921-1999) y de Tora Aamlid (1921). Gran parte de la filosofía política inicial de Grete Faremo estuvo muy influenciada por su padre, que tras ser detenido en el marco del Decreto Nacht und Nebel de Adolf Hitler, fue prisionero de guerra durante la Segunda Guerra Mundial.
Grete Faremo estudió en Hornnes Gymnas, en la ciudad cercana de Hornnes, y se graduó en 1973. Continuó sus estudios en Derecho en la Universidad de Oslo, donde se especializó en Derecho Internacional, y pasó el verano de 1978 en la Academia de Derecho Internacional de La Haya. Ese mismo año, Grete Faremo se graduó de la universidad con una maestría en Derecho.
Se incorporó al servicio público en 1979, cuando se unió al Ministerio de Finanzas como Oficial Jurídica. Después continuó trabajando como Oficial Jurídica en el Organismo Noruego de Cooperación para el Desarrollo (1980-1984). Posteriormente fue nombrada Responsable de División del Ministerio de Cooperación para el Desarrollo hasta 1986, cuando ocupó un nuevo puesto como Negociadora Jefe de la compañía de gestión inmobiliaria Aker Eiendom AS. Dos años más tarde asumió el cargo de directora ejecutiva de Theatrium AS, una compañía situada en un barrio recientemente desarrollado en Oslo, Aker Brygge. Abandonó este puesto en 1990 para convertirse en directora de la compañía noruega Arbeiderpresse (ahora conocida como Amedia).
En 1997, Grete Faremo fue nombrada vicepresidenta ejecutiva de Storebrand, una compañía noruega de servicios financieros. Abandonó el puesto en 2004 para ser directora del departamento de Asuntos jurídicos y corporativos y relaciones públicas en la Oficina de Microsoft para Europa del Norte y posteriormente Europa Occidental, donde creó la división para temas jurídicos y asuntos públicos encargada del cumplimiento corporativo en dicha región. Abandonó el puesto en 2008. También fue asociada en una compañía de consultoría independiente, Rådgiverne LOS AS, durante un corto período en 2009, antes de unirse al Gobierno.
Además, Grete Faremo ha formado parte de distintas asociaciones y juntas consultivas a lo largo de su carrera; entre otras, ha sido miembro del Consejo de Prensa (1998-2004), Presidenta de Statnett SF (2000-2005), presidenta de Ayuda Popular Noruega (2003-2007), vicepresidenta del Organismo de Investigación de Defensa (2006-2009), vicepresidenta de Norsk Hydro ASA (2006-2009), miembro del Consejo de COWI AS (2008-2009), presidenta de Norwegian Health SF en 2009, miembro de la Orquesta Filarmónica de Oslo y de la Universidad de Bergen.

## Carrera política
El 3 de noviembre de 1990, Grete Faremo fue nombrada ministra de Desarrollo Internacional como parte del tercer gabinete de Gro Harlem Brundtland. Ocupó este puesto durante dos años antes de convertirse en Ministra de Justicia y Seguridad Pública en septiembre de 1992. Al año siguiente, Grete Faremo fue elegida miembro del Parlamento de Noruega (Storting) en las elecciones parlamentarias noruegas de 1993 como representante del distrito electoral de Oslo. Anteriormente, fue miembro del Consejo Municipal de Oslo desde 1987 hasta 1991.
Durante su período como Ministra de Justicia, Grete Faremo inició las negociaciones entre los países miembros del espacio Schengen y Noruega en materia de seguridad y libre circulación en Europa. Los gobiernos de Dinamarca, Finlandia y Suecia se unieron al Acuerdo de Schengen en 1996, mientras que Islandia y Noruega lo hicieron en 1999.
Continuó siendo ministra de Justicia hasta la modificación del gabinete en octubre de 1996, cuando el recién nombrado primer ministro Thorbjørn Jagland le pidió que asumiese el control de la cartera de Petróleo y Energía. Sin embargo, apenas dos meses después de su nombramiento, Grete Faremo tuvo que dimitir tras salir a la luz el asunto relacionado con Berge Furre, en el que se descubrió que el Servicio de Seguridad de la Policía de Noruega espiaba ilegalmente al político del Partido Socialista de Izquierda Berge Furre mientras era miembro de la m, un grupo dedicado a investigar acusaciones de vigilancia ilegal a los ciudadanos noruegos.
La vigilancia ilegal a Berge Furre tuvo lugar mientras Grete Faremo era Ministra de Justicia. Por lo tanto, asumió la responsabilidad política del escándalo. Dimitió del gabinete el 18 de diciembre de 1996, pero continuó en su papel como miembro del Parlamento hasta las siguientes elecciones generales en 1997, a las que no se volvió a presentar como candidata.

## Regreso al Gobierno como Ministra de Defensa
Después de trabajar en el sector privado durante 12 años, Grete Faremo volvió a la política noruega cuando la designaron ministra de Defensa en el segundo gabinete del primer ministro Jens Stoltenberg. Durante su período como ministra de Defensa, fue responsable de la preparación de un nuevo plan de defensa noruega a largo plazo que formó la base para la nueva organización de la Fuerza Aérea, incluyendo la adquisición de los nuevos aviones de combate F35.

## Ministra de Justicia tras los ataques de Noruega en 2011
Ante la creciente presión tras los atentados de Noruega de 2011 sobre el estado de la policía y la seguridad, el ministro de Justicia de ese momento, Knut Storberget, anunció su dimisión. Declaró que seis años como ministro de Justicia eran suficientes y que deseaba centrar su atención en su familia y en permanecer en el Parlamento. Grete Faremo asumió el puesto en el Ministerio el 11 de noviembre de 2011, y se encargó de la tarea de reforzar el sistema de emergencia noruego. Esto implicó el establecimiento de una nueva estructura, nuevos sistemas de comunicación y cadenas de mando definidas para la gestión y comunicación en momentos de crisis. Un análisis completo de la policía encargado por Grete Faremo estableció la base para las reformas en la estructura de la policía noruega.
Grete Faremo dejó de ser Ministra de Justicia tras las elecciones parlamentarias noruegas de 2013, en las que la coalición gobernante de centro-izquierda perdió ante la coalición de centro-derecha, formada por los Conservadores y el Partido del Progreso, conocida como la coalición "azul-azul".

## Directora Ejecutiva de la Oficina de las Naciones Unidas de Servicios para Proyectos
El 7 de mayo de 2014, el Secretario General de las Naciones Unidas Ban Ki-moon anunció el nombramiento de Grete Faremo como Secretaria General Adjunta de las Naciones Unidas y nueva directora ejecutiva de UNOPS. Sustituyó a Jan Mattsson, que se jubiló después de ocupar el puesto durante ocho años.
Desde que asumió el cargo de directora ejecutiva, Faremo hizo hincapié en su ambición por aumentar la visibilidad y la transparencia de la organización. Sobre sus objetivos, Grete Faremo declaró: «Creo que UNOPS cuenta con experiencias y ha conseguido logros asombrosos que deben ser comunicados mejor, así que considero importante la tarea de compartir más información sobre ellos».
Durante su primer año, UNOPS continuó aumentando sus servicios y siguió su trabajo con múltiples asociados internacionales, incluida la Organización para la Prohibición de las Armas Químicas (OPAQ) en Siria, donde UNOPS desempeña un papel importante apoyando la verificación y la supervisión de las actividades de la OPAQ. UNOPS también ha trabajado conjuntamente con la Misión de las Naciones Unidas para la Respuesta de Emergencia al Ébola, la Organización Mundial de la Salud, la Fundación Bill y Melinda Gates y los gobiernos de Guinea, Sierra Leona y Liberia para tratar las necesidades de las comunidades y los trabajadores sanitarios afectados por el brote del virus del Ébola, como parte de mayores esfuerzos de recuperación en la región.
En junio de 2015 Grete Faremo viajó a Honduras, donde UNOPS firmó un nuevo acuerdo con el Banco Centroamericano de Integración Económica (BCIE). El nuevo acuerdo implicaba el trabajo conjunto de UNOPS y el BCIE para desarrollar la capacidad de los países centroamericanos para diseñar, implementar y gestionar proyectos públicos e iniciativas de asociaciones entre el sector público y el sector privado de manera eficaz.
Faremo implementó cambios en UNOPS que la hicieron funcionar más "como una empresa" y menos como una agencia burocrática dedicada a garantizar el cumplimiento de las normas de contratación.  Escribió en 2019 que bajo su mandato "más de 1.200 páginas de normas fueron a la basura" y que estaba "reescribiendo nuestros principios operativos" en nombre de dirigir UNOPS más como una empresa rápida y ágil. Bajo Faremo, UNOPS también adquirió un "superávit" debido a que cobraba más a otras agencias de la ONU por los proyectos que pasaban por ella (y fue acusada de "cobrar de más" por ello).  Sin embargo, sin estas salvaguardias, Faremo procedió a hacer un uso muy cuestionable de este dinero. Prestó más de 25 millones de dólares a David Kendrick, un empresario británico al que conoció en una fiesta que organizó, lo que incluyó pagar a la hija pequeña de Kendrick 3 millones de dólares por escribir una canción pop.  Otra iniciativa apoyada personalmente por Faremo, Sustainable Investments in Infrastructure and Innovation (S3i), se enfrentó a graves problemas, ya que su dinero se gastó de forma ineficaz en contratistas que no realizaron los trabajos solicitados, pero a los que se siguió pagando y renovando el contrato.
Vitaly Vanshelboim, el adjunto de Faremo, fue puesto en excedencia ejecutiva en diciembre de 2021 mientras UNOPS investigaba las acusaciones y auditaba el asunto. Faremo renunció en desgracia a principios de mayo de 2022, después de que una serie de mordaces entradas del blog de Mukesh Kapila llamó la atención sobre los problemas bajo el mandato de Faremo, y de que The New York Times publicara un artículo detallando el caso de David Kendrick.

## Vida personal
Además de su vida política y profesional, Faremo tiene experiencia como cantante. Comenzó a cantar cuando era pequeña y es experta en una variedad de géneros, entre ellos, el pop, el rock, los musicales y el cabaret. Le gusta especialmente interpretar canciones de la cantante de cabaret francesa Édith Piaf.
En 2000 colaboró en una canción del artista de rock y folk noruego Trond Granlund llamada "Losbylinna", que fue número 1 durante cinco semanas en las listas de Norsktoppen de NRK.
Es políglota: domina el inglés, el danés y el sueco, además del noruego, que es su lengua materna.
Su pareja es el actor noruego Magne Lindholm. Tienen una hija juntos, Oda, que trabaja como periodista, escritora e historiadora, en Oslo.